# Aeantides
Aiantides was een Tiran van de antieke polis Lampsacus. Hij was de zoon van de tiran Hippoklos en trouwde Archedike, een dochter van de Atheense tiran Hippias, wiens door Thukydides geciteerde grafinscriptie haar als dochter, echtgenote, zuster en moeder van tirannen aanduidt. Aiantides verleende zijn schoonvader Hippias asiel, toen deze in 510 v.Chr. uit Athene verdreven werd.

## Voetnoten
1. ↑  Thukydides, Peleponnesische Oorlog VI 59.3.
2. ↑  Thukydides, Peloponnesische Oorlog VI 59.4.